# Позвизд
О княжиче см. Позвизд Владимирович
Позвизд (Погвизд, Похвист) — согласно источникам XVII века славянский бог воздуха, погоды и ненастья. В польских источниках (например, у Александра Гваньини) упоминается в виде Pochwist и Pogwizd.

## Описание
Упомянут в Синопсисе среди идолов, установленных князем Владимиром в Киеве в 980 году:

Третий Позвизд; инии же прозваша его Похвист, неции нарицаху Вихром, исповедающе бога быти воздуха, ведра и безгодия.

а также в Густинской летописи:

Третий Позвизд, Ляхи его нарицаху Похвист; сего верили быти бога аеру, си ест воздуху, а иныи погоды и непогоды, иныи его вихром нарицаху, и сему Позвизду, или вихру, яко Богу кланяющеся моляхуся.

По мнению Н. М. Гальковского, эти источники, относящиеся к концу XVII века, «не могут быть выразителями верований древней Руси».
Согласно В. Н. Топорову, известные из поздних источников мифологические персонажи (как Ярила, Позвизд, Лада, Полель и другие) не могут считаться богами.

## «Сказка про бога Посвистача»
В «Черниговских губернских ведомостях» за 1855 год была опубликована поддельная «Сказка про бога Посвыстача», якобы отражающая дохристианский сюжет. В ней рассказано о людях, которые жили в старину и поклонялись этому богу, и их старшем князе. Князь собрал войско, чтобы добыть за морем, на христианском берегу «красную княгиню». По молитвам христиан их Бог поднял бурю, море разбушевалось и разбросало корабли. Князь понял, что единственный настоящий бог — это Бог христианский. Князь отправил посланников в христианскую землю креститься. При первом упоминании имени Посвистача к нему имеется примечание: «Вероятно, Посвист, Похвист или Позвизд — Славянский бог погоды». Упоминается об интимной связь бога Посвистача с Макошью («Десь наш Бог Посвыстач спав /
Чи в Макуши гуляв»).
Исполнительницей песни, согласно публикатору, была 85-летняя старуха Гэйдыха, проживавшая в селе Красиловке Козелецкого уезда Черниговской губернии. Автор публикации и редактор «Черниговских губернских ведомостей» — одно и то же лицо: фольклорист и поэт Александр Шишацкий-Иллич.
Историк Н. И. Костомаров и этнограф А. Н. Пыпин отметили, что дума является произведением новейшего времени. Костомаров писал, что дума современна по языку, «в ней нет ничего древнего». По мнению фольклориста А. Л. Топоркова, Шишацкий-Иллич сам мог её сочинить. Данный сюжет никогда впоследствии не фиксировался фольклористами.
В 1874 году украинские историки В. Б. Антонович и М. П. Драгоманов издали обширное собрание украинских дум. В предисловии к книге учёные писали, почему в собрание не включена дума про Посвистача и десятки других поддельных дум. Исследователи предположили, какими мотивами руководствовались фальсификаторы:

Кроме какого-то странного инстинкта к фальсификации, переделывать и подделывать песни и думы малорусские заставляли своеобразный патриотизм, русский и польский, стремление показать в народных песнях следы памяти о глубокой древности, — что заметно в подделке думы о походе князя-язычника в Византию.
Однако сюжет сказки как подлинный упоминается в научных публикациях — В. В. Ивановым и В. Н. Топоровым в энциклопедии «Мифы народов мира» («память о Мокоше на Украине сохранялась до середины XIX в.») и В. Н. Топоровым в словаре «Славянские древности» («В украинской песне интимные отношения связывали Мокошь с Посвистачем (Позвизд, Похвист поздних источников), воплощением ветров как особой ипостаси громовержца»).